# Paul Comi
Paul Domingo Comi est un acteur américain, né à Boston, Massachusetts, le 11 février 1932 et mort le 26 août 2016 à Pasadena, Californie.

## Filmographie

### Cinéma

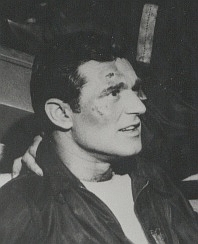
Twilight Zone, 1959

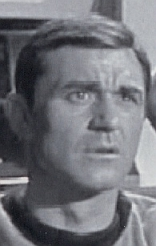
"Star Trek", 1966

- 1958 : Le Bal des maudits (The Young Lions), d'Edward Dmytryk : Pvt. Abbott
- 1958 : Le Temps de la peur (en:In Love and War (1958 film)), de Philip Dunne : Père Wallensack
- 1959 : L'Homme aux colts d'or (Warlock), d'Edward Dmytryk : Luke Friendly
- 1959 : La Gloire et la Peur (Pork Chop Hill), de Lewis Milestone : Sgt. Kreucheberg
- 1960 : L'Île des Sans-soucis (Wake Me When It's Over) de Mervyn LeRoy : Lt. Bressler
- 1960 : The Dark at the Top of the Stairs, de Delbert Mann : Jenkins
- 1961 : Le Héros d'Iwo-Jima (The Outsider) de Delbert Mann : Sgt. Boyle
- 1962 : Les Nerfs à vif (Cape Fear), de J. Lee Thompson : George Garner
- 1962 : 40 Pounds of Trouble : Cavanaugh
- 1963 : FBI Code 98 (en) de Leslie H. Martinson : Special Agent Philip Vaccaro
- 1965 : Les Yeux bandés (Blindfold), de Philip Dunne : Barker
- 1969 : All the Loving Couples : Mike Corey
- 1972 : La Conquête de la planète des singes (Conquest of the Planet of the Apes), de J. Lee Thompson : Policier #2
- 1974 : La Tour infernale (The Towering Inferno), de John Guillermin et Irwin Allen : Tim
- 1980 : The Killings at Outpost Zeta : Cmdr. Craig
- 1982 : Un justicier dans la ville 2 (Death Wish II), de Michael Winner : Sénateur McLean
- 1984 : Une défense canon (Best Defense), de Willard Huyck : Agent chef
- 1986 : Howard... une nouvelle race de héros (Howard the Duck), de Willard Huyck : Dr. Chapin

### Télévision
- 1960 : L'Ouest aux deux visages (en:Two Faces West): Deputy Johnny Evans (unknown episodes)
- 1960-1963: La Quatrième Dimension (en:The Twilight Zone) - Tous les gens sont partout semblables, L'Odyssée du vol 33, Le Parallèle
- 1963 : Boston Terrier : Lieutenant Fowley
- 1966 et 1967: Les Mystères de l'Ouest (The Wild Wild West), de Michael Garrison (série)
  - La Nuit du Bison à deux Pattes (The Night of the Two-Legged Buffalo), Saison 1 épisode 23, de Edward Dein (1966) : Vittorio Pellagrini
  - La Nuit du Cadavre (The Night of the Ready-Made Corpse), Saison 2 épisode 11, de Irving J. Moore (1966) : Pellargo #2
  - La Nuit du Cirque de la Mort (The Night of the Circus of Death), Saison 3 épisode 9, de Irving J. Moore (1967) : Bert Farnsworth
- 1966 : Le Virginien (La piste de la montagne Ashley), Saison 05 épisode 08 : Jack Harlan
- 1966 : Star Trek - Zone de terreur (Balance of Terror)
- 1968 : Le Virginien (Prisonnier sur parole), Saison 06 épisode 19 : Warden Keane
- 1981 : Terror Among Us : Juge Cameron
- 1982 : Hôpital central (General Hospital) (série) : George Durnely (épisodes inconnus, 1982)
- 1985 : Capitol ("Capitol") (série) : Victor Markham (épisodes inconnus, 1985-1986)
- 1986 : Trois Témoins pour un coupable (Convicted) : Preacher Soames
- 1989 : Appel au secours (A Cry for Help: The Tracey Thurman Story) de Robert Markowitz : l’agent Dempsey